# اسلیم بورگاد
کارل ادوارد تامی بورگاد (سوئدی: Karl Edward Tommy Borgudd؛ زادهٔ ۲۵ نوامبر ۱۹۴۶ در بوریهولم، شهرستان کالمار) رانندهٔ سابق مسابقات اتومبیل‌رانی فرمول یک اهل سوئد است که از فصل ۱۹۸۱ تا ۱۹۸۲ در مجموع در پانزده گراند پری شرکت کرد.
بورگاد در طول دوران فعالیت خود در فرمول یک، ۱ امتیاز را به نام خود به‌ثبت رساند.